# Pjotr Michailowitsch Wawilow
Pjotr Michailowitsch Wawilow (russisch Пётр Михайлович Вавилов; * 1872; † 1926) war ein russisch-sowjetischer Metallurg.

## Leben
Wawilow war in der Hydrographie-Hauptverwaltung (GGU) angestellt. 1895 wurde er zur Verwaltung der Bogoslowskije-Eisenerzgruben in Krasnoturjinsk abgeordnet, um als Techniker beim Aufbau des Nadeschdinski-Hüttenwerks in Serow mitzuarbeiten. 1897 wurde er nach Sim in das Hüttenwerk der Brüder  Bataschow geschickt. Dann baute er Hochöfen für das Hüttenwerk in Ascha und blieb dort als dessen Leiter. Auch übernahm er Leitungsfunktionen in anderen Hüttenwerksbezirken im Ural.
1906 wurde Wawilow Direktor des Kulebaki-Hüttenwerks im Moskauer Braunkohlebecken. Nach der Oktoberrevolution wurde dieses Werk mit dem Wyksa-Werk zusammengelegt mit Wawilow als Technischem Direktor. 1920–1921 war er Chefingenieur und Berater des Boboslowski-Eisenerz-Kombinats.
1922 wurde Wawilow Direktor des Wyksa-Hüttenwerks. Im ersten Vierteljahr 1923 produzierte  er viel Roheisen, was in dieser Zeit nach dem Bürgerkrieg von hoher Bedeutung war. Dabei setzte er im Hochofen Torf ein, was bisher noch nie gemacht worden war. Dieser Hochofen und der in  Jenakijewe waren die einzigen Hochöfen in der UdSSR, die in dieser Zeit nicht ausfielen, weil sie anstelle von Koks mit Brennmaterial aus der Umgebung – Holzkohle, Brennholz, Torfkoks und Torf – betrieben wurden. Bald wurde die Roheisenproduktion mit Torf in das Kulebaki-Werk verlegt. Der Metallurg und Hochschullehrer Michail Pawlow hielt Wawilow für einen ausgezeichneten Metallurgen.
Im Dezember 1926 nahm Wawilow am Uraler Siemens-Martin-Kongress teil. Nach der Rückkehr erkrankte er und starb an einem Herzinfarkt.
Wawilows Sohn Alexander Petrowitsch Wawilow veröffentlichte 1960 in Swerdlowsk einen Roman, in dem er in der Gestalt des Bergingenieurs Arbatow die Geschichte seines Vaters darstellte.